# Heinrich Lenz
Heinrich Friedrich Emil Lenz (ur. 12 lutego 1804 w Dorpacie, późniejszym Tartu; zm. 10 lutego 1865 w Rzymie) – rosyjski fizyk doświadczalny pochodzenia niemieckiego, członek Petersburskiej Akademii Nauk, profesor Uniwersytetu Petersburskiego. Zajmował się elektromagnetyzmem i geofizyką, w tym klimatologią.
Lenz jest najbardziej znany z elektromagnetycznego prawa Lenza sformułowanego w 1834 roku.

## Życiorys
Heinrich Lenz urodził się w Dorpacie, w guberni inflanckiej Imperium Rosyjskiego, na terenie późniejszej Estonii.
W 1820 ukończył szkołę średnią. Studiował chemię i fizykę na Uniwersytecie w Tartu. W latach 1823–1826 podróżował dookoła świata z Otto von Kotzebuem. Podczas ekspedycji Lenz badał warunki klimatyczne oraz właściwości fizyczne wody morskiej.
Po podróży pracował na Uniwersytecie w Petersburgu. W 1831 zaczął prace badawcze nad elektromagnetyzmem. Poza prawem Lenza niezależnie od Joule’a odkrył również w 1842 prawo Joule’a, które w związku z tym bywa czasem nazywane prawem Joule’a-Lenza.
Zmarł w Rzymie po przebytym zawale.